# Vlčice (Šluknovská pahorkatina)
Vlčice (německy Wolfsberg) je táhlý zalesněný hřbet o nadmořské výšce 513 m, který leží na území obce Staré Křečany v Ústeckém kraji. Vrch náleží ke geomorfologickému celku Šluknovská pahorkatina, jejímu okrsku Šenovská pahorkatina a podokrsku Hrazenská pahorkatina. Geologické podloží Vlčice tvoří střednězrnný lužický granodiorit prostoupený žílami doleritu. Půdní pokryv tvoří modální mesobazická a dystrická kambizem. Celý vrch je zalesněný, v porostu dominuje smrk ztepilý (Picea abies), na severním svahu se však nachází rozsáhlé porosty buku lesního (Fagus sylvatica), které jsou chráněné jako přírodní památka Vlčice. Na severovýchodním úpatí se nachází vodní nádrž Vlčí vybudovaná v roce 2021. Celý vrch náleží k povodí Sprévy a úmoří Severního moře.